# Di mi nombre
Singles de Rosalía
Pienso en tu mirá
(2018) Bagdad
(2018)
Di mi nombre (stylisé : Di mi nombre – Cap 8: Éxtasis) est une chanson de la chanteuse espagnole Rosalía sortie le 30 octobre 2018 sous le label Sony Music et apparaissant sur l'album El mal querer.

## Composition
La chanson commence par des chœurs d'inspiration tzigane, qui constituent une boucle tout au long de la chanson, et un simple accompagnement de palmas.

## Certifications
| Pays    | Certification | Unités | Références |
| ------- | ------------- | ------ | ---------- |
| Espagne | Platine       | 40 000 | [ 2 ]      |